# Fragtime
Fragtime (フラグタイム, Furagutaimu) est une série de mangas yuri japonais créée par Sato (ja). La série est prépubliée dans le magazine en ligne Manga Cross d'Akita Shoten entre 2013 et 2014. La série est par la suite publiée en 2 tankōbons. Un OVA animé par tear-studio sort en novembre 2019.

## Synopsis
Misuzu est une lycéenne timide qui a chaque jour le pouvoir d'arrêter le temps pendant un court instant. Elle en profite pour observer ce qui se passe dans son lycée et finit par regarder sous la jupe de Haruka, une de ses camarades. Cette dernière n'est toutefois pas soumise à l'effet du pouvoir de Misuzu et la surprend donc à ce moment-là. Les deux filles commencent alors à se rapprocher.

## Personnages
Misuzu Moritani (森谷 美鈴, Moritani Misuzu)
Haruka Murakami (村上 遥, Murakami Haruka)

## Médias

### Manga
La série est prépubliée dans le magazine en ligne Manga Cross d'Akita Shoten entre 2013 et 2014, puis publiée en 2 tankōbons.

#### Liste des volumes
| no | Japonais        | Japonais          |
| no | Date de sortie  | ISBN              |
| -- | --------------- | ----------------- |
| 1  | 7 mars 2014     | 978-4-253-13253-4 |
| 2  | 7 novembre 2014 | 978-4-253-13254-1 |

### OVA
Une adaptation en OVA anime est annoncée le 16 mars 2019. On apprend par la suite qu'il consistera en un film animé par tear-studio, et réalisé et scénarisé par Takuya Satō (en). La musique est composée par Rionos (en) et les personnages designés par Tomoko Sudo. L'OVA sortira le 22 novembre 2019.